# Потакет (Род-Айленд)
Пота́кет (англ. Pawtucket) — город в округе Провиденс, штат Род-Айленд, США. Четвёртый по количеству жителей в штате.

## Описание

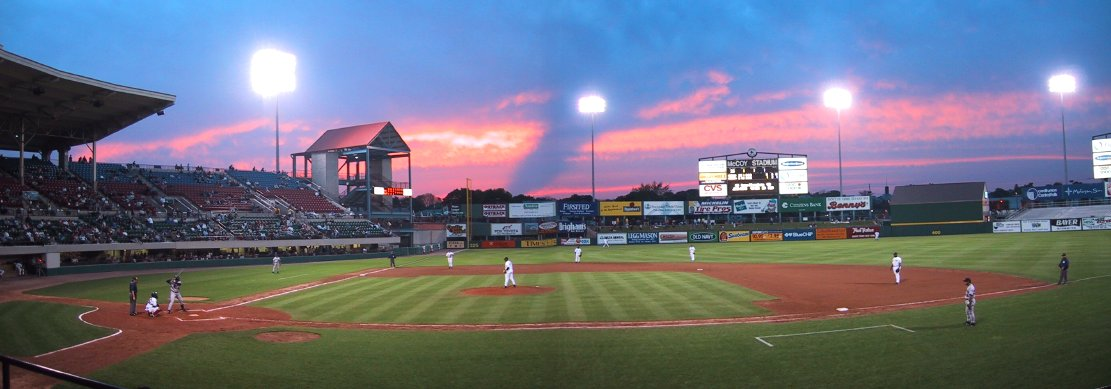
Стадион McCoy Stadium

Площадь города составляет 23,3 км², из которых 0,7 км² занимают открытые водные пространства. Потакет находится внутри трёх водосборных бассейнов: рек Блэкстоун (англ. Blackstone River), Мошассак (англ. Moshassuck River) и Тен-Майл (англ. Ten Mile River).
В городе находится штаб-квартира одной из крупнейшей в мире компании по производству игрушек Hasbro.
C 1970 года существует бейсбольная команда англ. Pawtucket Red Sox, выступающая на стадионе англ. McCoy Stadium.

## История

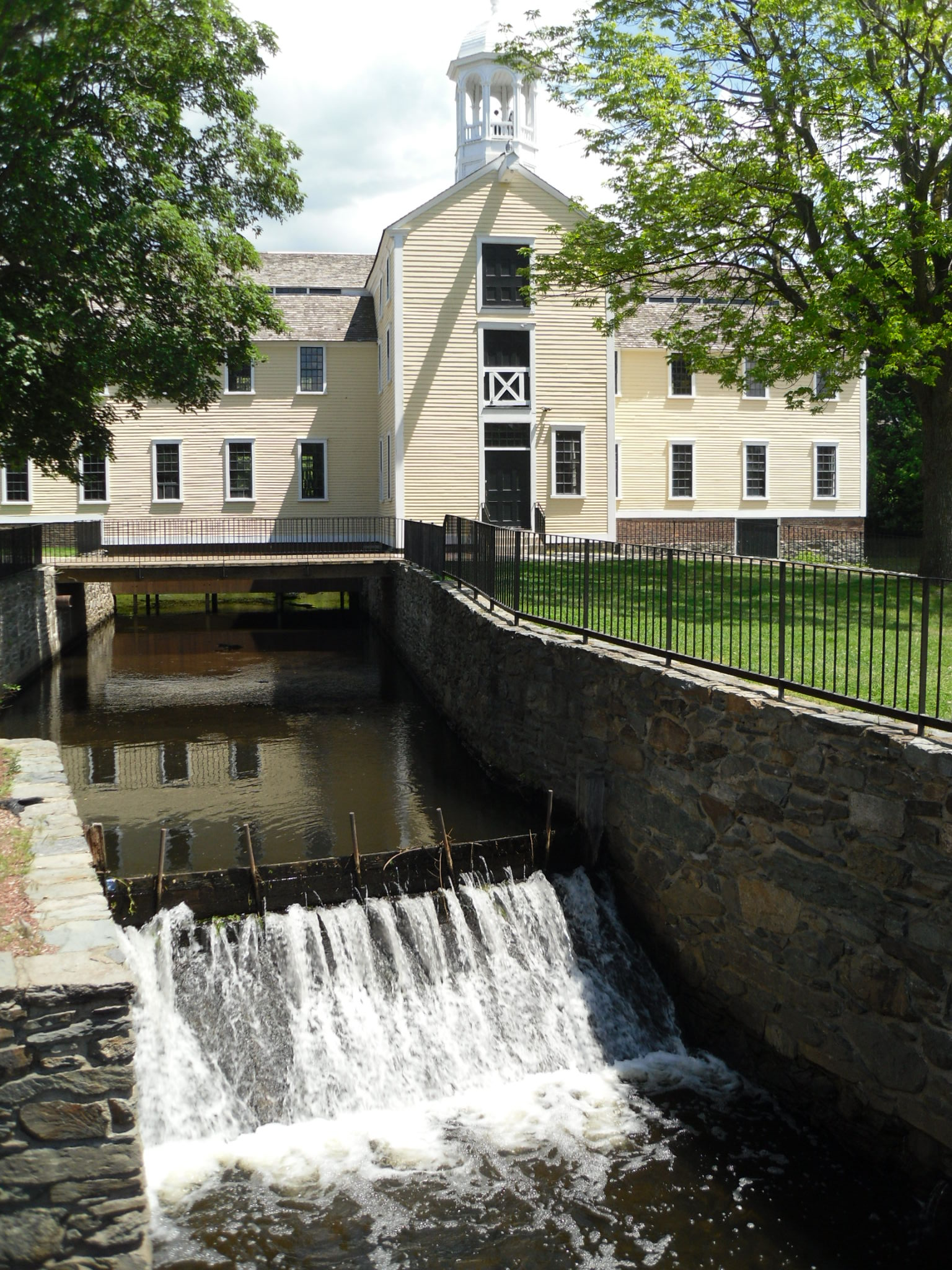
Первая полностью механизированная хлопкопрядильня в США, построенная в 1793 году промышленником Сэмюэлем Слейтером.

Потакет был основан в 1671 году, статус города получил в 1886 году. С конца XVIII века город стал известен как главный производитель текстиля в стране. Основная заслуга в этом была Сэмюэля Слейтера (англ. Samuel Slater), промышленника, построившего в 1793 году на реке у города первую полностью механизированную хлопкопрядильню в США. Текстильный бизнес процветал в городе вплоть до Великой депрессии, когда почти все цеха и заводы были закрыты. Позднее производство так и не восстановило своего былого размаха.
С 1885 года в Потакете издаётся газета The Times.

## Транспорт
Через город проходят следующие крупные автодороги:
- автомагистраль I-95
- федеральная трасса US-1

## Демография
Расовый состав
- Белые — 75,4%
- Афроамериканцы — 7,2%
- Азиаты — 0,9%
- Коренные американцы — 0,3%
- Гавайцы или уроженцы Океании — 0,1%
- Две и более расы — 5,3%
- Прочие — 10,8%
- Латиноамериканцы (любой расы) — 13,9%

## Достопримечательности
См. ст. Национальный реестр исторических мест в Потакете  (англ.)
- англ. Slater Mill Historic Site — первая полностью механизированная хлопкопрядильня в США, построена в 1793 году.
- Парк Слейтера (англ. Slater Park).

## Потакет в массовой культуре
- В 1996 году был выпущен фильм «Американский бизон» (American Buffalo), съёмки которого прошли в Потакете.
- В 1999 году была выпущена молодёжная комедия «Первая любовь» (Outside Providence), главный герой которой, Тим, по сценарию родом из Потакета; в ленте показаны различные локации города.
- В 2008 году был выпущен документальный фильм англ. Pawtucket Rising о городе и его достопримечательностях.
- В мультсериале «Гриффины» регулярно упоминается Потакет, в частности Потакетская пивоварня, которой не существует в действительности, и некий «Потакетский патриот». Также главный герой, Питер Гриффин, в нескольких сериях работает на фабрике по производству игрушек в этом городе, что пародирует штаб-квартиру Hasbro, расположенную в Потакете.
- В Потакете происходит часть событий романа «Случай Чарльза Декстера Варда» Говарда Лавкрафта.

## Галерея

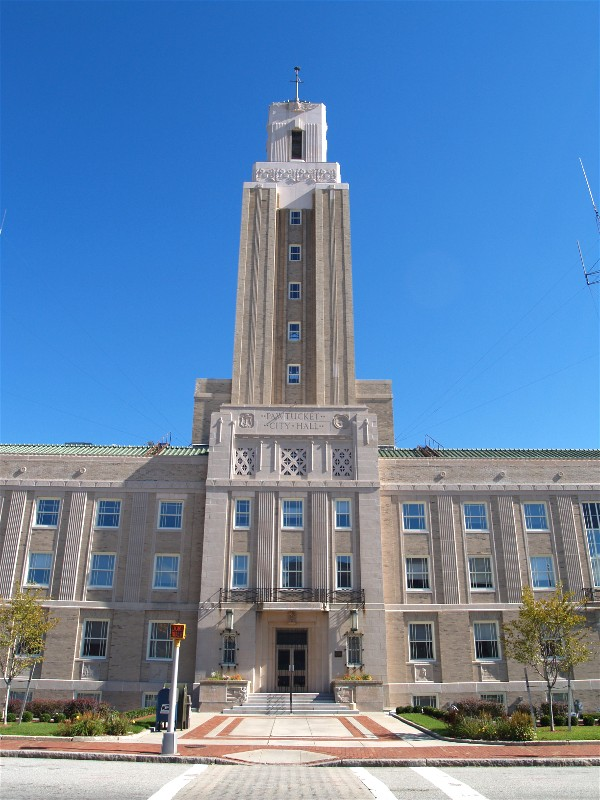
Мэрия
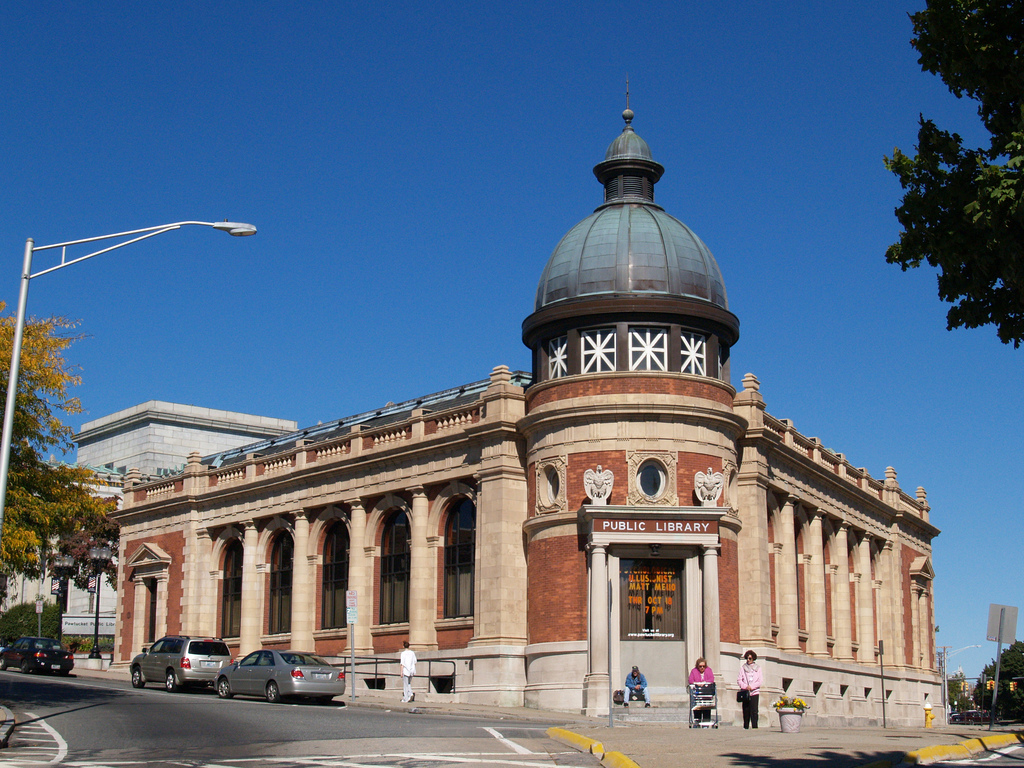
Здание городской библиотеки, бывшая почта
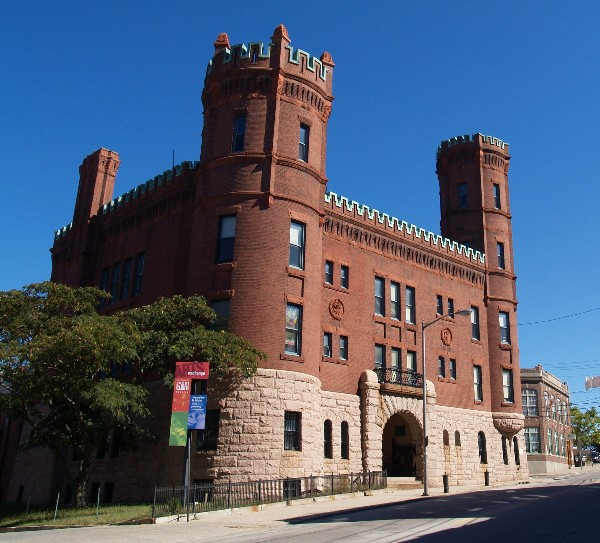
Pawtucket Armory, на заднем плане — театр The Sandra Feinstein-Gamm Theatre
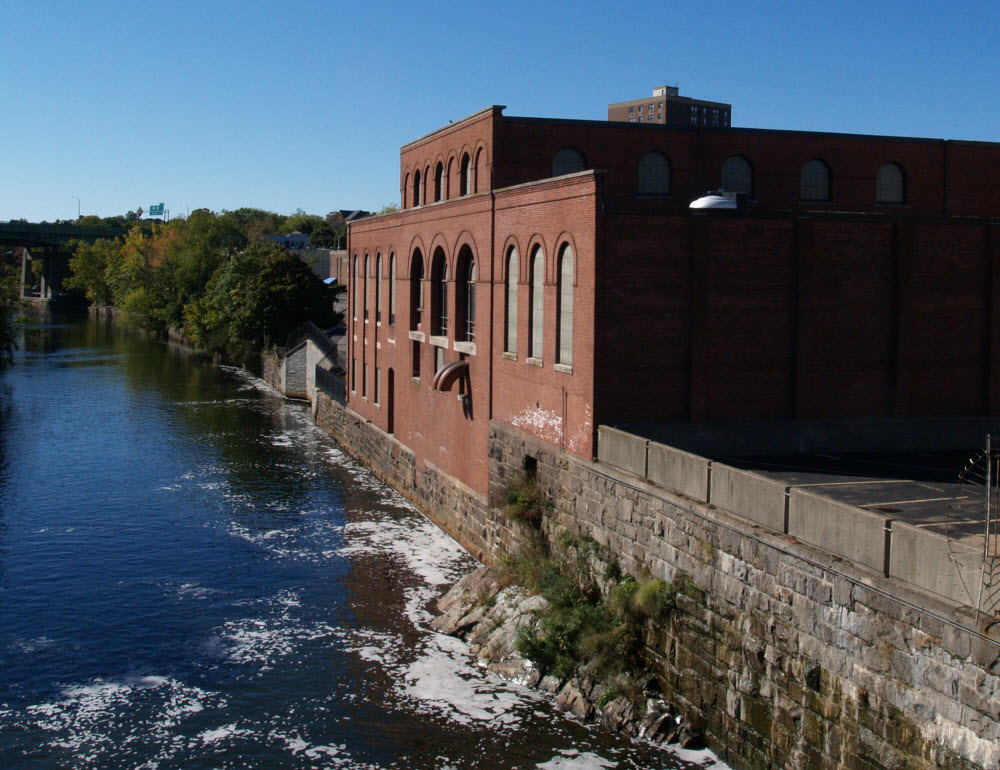
Гидроэлектростанция
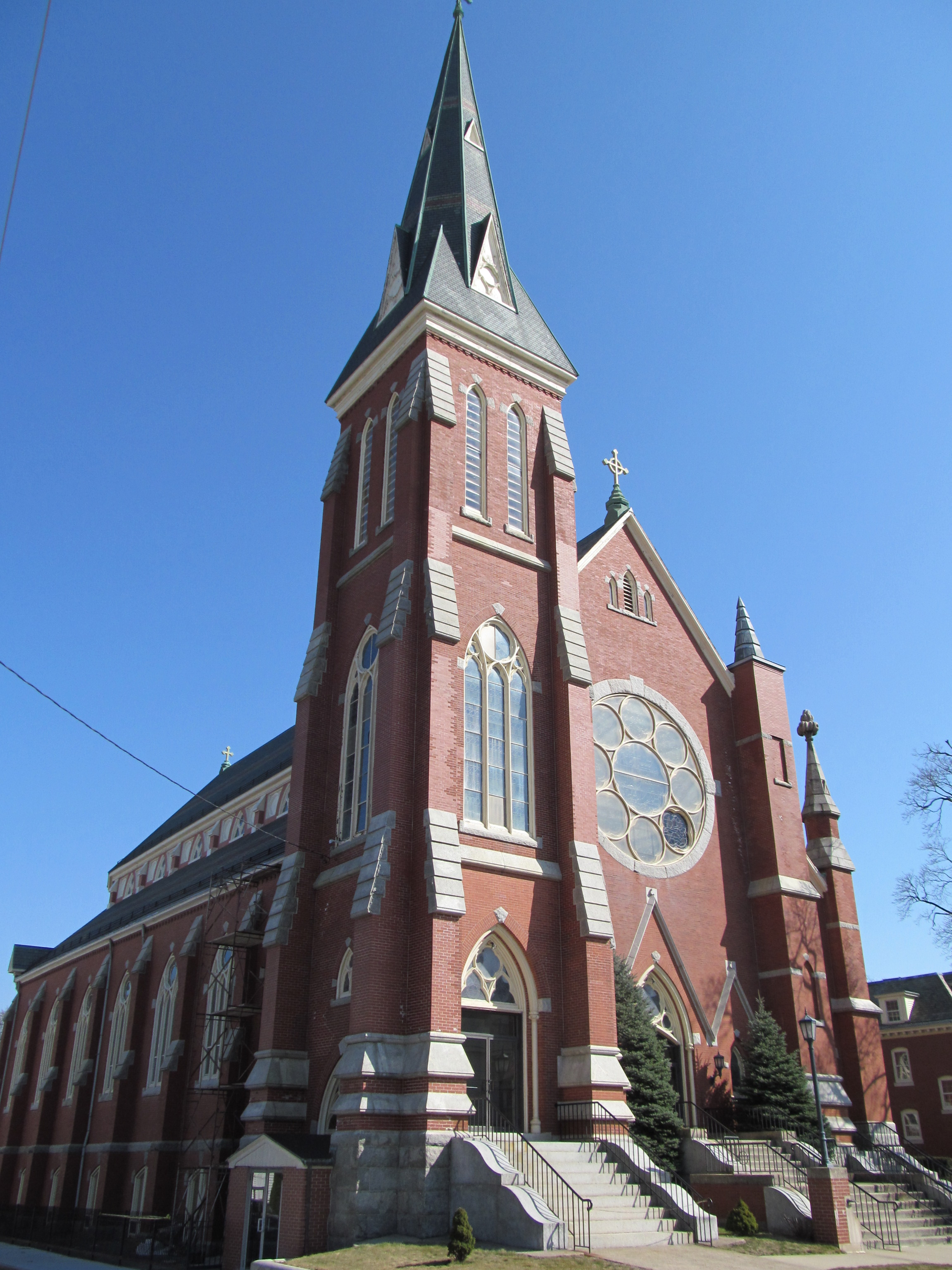